# 朱和平 (1952年)
朱和平（1952年—），汉族，四川仪陇人，中国预警与电子战专家，高级工程师，博士生导师。中国人民解放军空军少将、第十一届及第十二届全国政协委员。解放军总司令朱德元帅的嫡孙。

## 生平
1970年12月入伍，现担任空军指挥学院副院长。(，也就是落马的朱和平)。2008年，当选第十一届全国政协委员，代表教育界，分入第四十组。